# گمینا روشنوو
گمینا روشنوو (به لهستانی:  Gmina Rusinów) یک گمینا در لهستان است که در شهرستان پژسوخا واقع شده‌است. گمینا روشنوو ۸۲٫۹۳ کیلومتر مربع مساحت و ۴٬۴۶۲ نفر جمعیت دارد.